# Eilat
Eilat (en hebreo: אֵילַת, YLT [e.lát] (escuchar)ⓘ ; en árabe: إِيلَات, ['iilat]) es una ciudad israelí; concretamente la más meridional del país. Su posición geográfica «cerrando» el desierto del Néguev y el valle de Aravá, en la exigua costa que Israel posee sobre el golfo de Eilat y a orillas del mar Rojo, convierte a la ciudad y su entorno en un punto estratégico para la nación, constituyendo la única salida al mar de la que dispone fuera del Mediterráneo; debido a esto, cuenta con un puerto marítimo destacado, así como otras infraestructuras de importancia.
Administrativamente pertenece al distrito Meridional y cuenta con una población en 2016 de unos 50.072 habitantes. La ciudad se encuentra próxima al pueblo egipcio de Taba al sur y colindante con la ciudad portuaria jordana de Áqaba al este, y a la vista de Arabia Saudita al sureste, cruzando el golfo. Su nombre deriva de la bíblica Elath, que suele identificarse hoy día con la vecina Aqaba. Las playas de la ciudad, la vida nocturna y los paisajes del desierto lo convierten en un destino popular para el turismo nacional e internacional.
El calor abrasante del Néguev, uno de los desiertos más yermos de Oriente Próximo, queda suavizado por la situación costera de Eilat: las aguas circundantes ayudan a aliviar en parte las altas temperaturas, haciendo gozar a la ciudad de un clima propicio como destino vacacional durante casi todo el año, y que la ha hecho una de las atracciones turísticas más importantes de Israel. El reclamo turístico queda completado con la existencia de formaciones coralinas, muy apreciadas por los submarinistas, y las expediciones de aventura al interior del Néguev.

## Toponimia
El origen del nombre «Eilat», un topónimo que se encuentra en el Antiguo Testamento, no se conoce definitivamente, pero es probable que provenga de la raíz hebrea A-Y-L (en hebreo: א. י. ל.), que también es la raíz para la palabra Elah (hebreo: אלה), que significa árbol de Pistacia. Como muchas otras localidades, se menciona a Eilat en la Biblia tanto en singular (posiblemente en estado de construcción) como en plural (Eilot).

## Historia

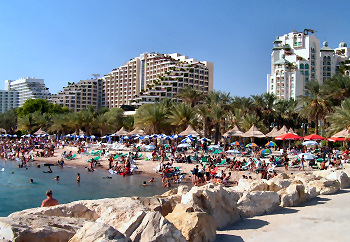
Una de las playas de Eilat.

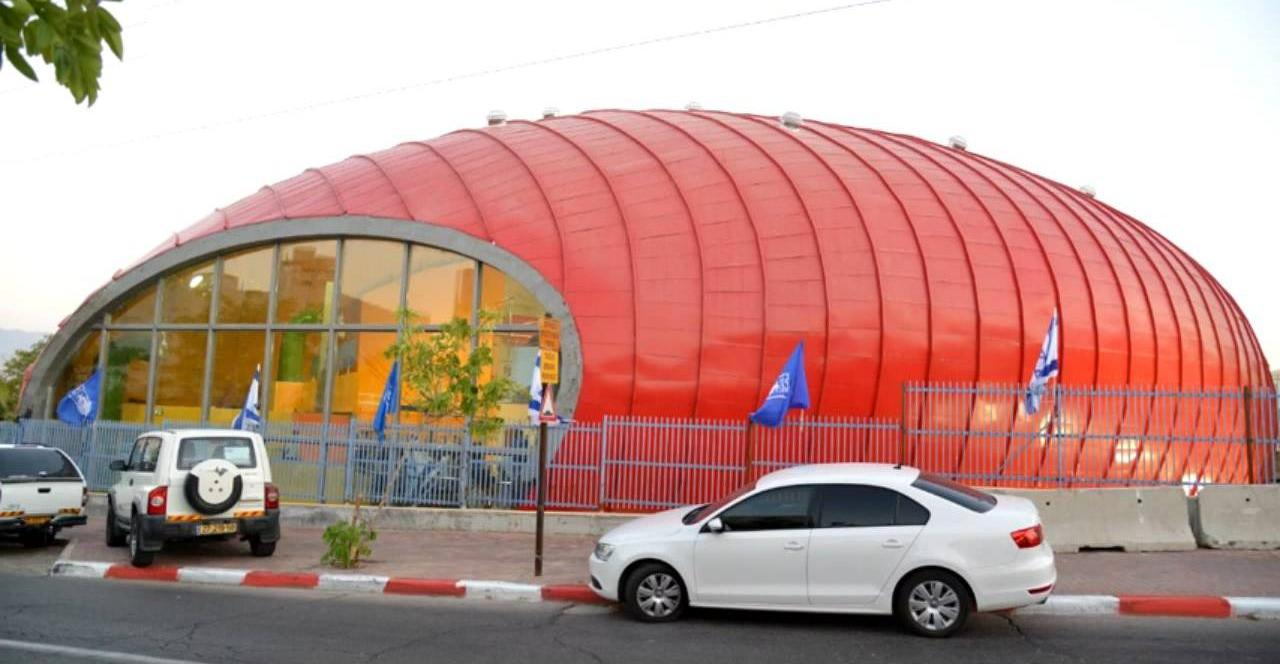
Eilat Centro de Deportes Diseño por Moti Bodek Arquitecto

Eilat es una ciudad muy reciente, cuyo origen inmediato se debe a los deseos del entonces primer ministro David Ben Gurion quien deseaba poblar el desierto del Néguev, otorgado por la partición de la ONU a Israel. Sin embargo, el pasado de esta zona costera puede remontarse hasta el reinado de Salomón, quien en el siglo X a. C. fundó el puerto de Esyon-Geber en la costa del mar Rojo para comerciar con los países de Ofir y Saba, tal como narra la Biblia.
Antes de finalizar la guerra de independencia, Israel decidió ejercer sus derechos sobre el Néguev meridional, conquistando mediante la Operación Ovda, el antiguo puesto policial de Umm Rashrash, donde se erigiría la ciudad de Eilat. Esta se convirtió en un importante puesto no solo estratégico, sino también comercial, para el incipiente país. Egipto, violando el Derecho internacional, cerró el canal de Suez a los barcos de bandera israelí, así como los estrechos de Tirán, situados a la entrada del golfo de Eilat, impidendo de esta forma la navegación de los barcos israelíes hacia el mar Rojo. Este bloqueo perjudicó a Israel a la hora de acceder a los mercados del Este de África y su acceso a las fuentes de petróleo del Sudeste de Asia, por lo que sus barcos debían dar la vuelta a África para acceder a estos recursos. Tras la guerra del Sinaí de 1956, Israel consiguió romper el bloqueo egipcio. De esta forma Eilat fue consolidándose con el paso de los años como un centro turístico de primer orden.

## Geografía

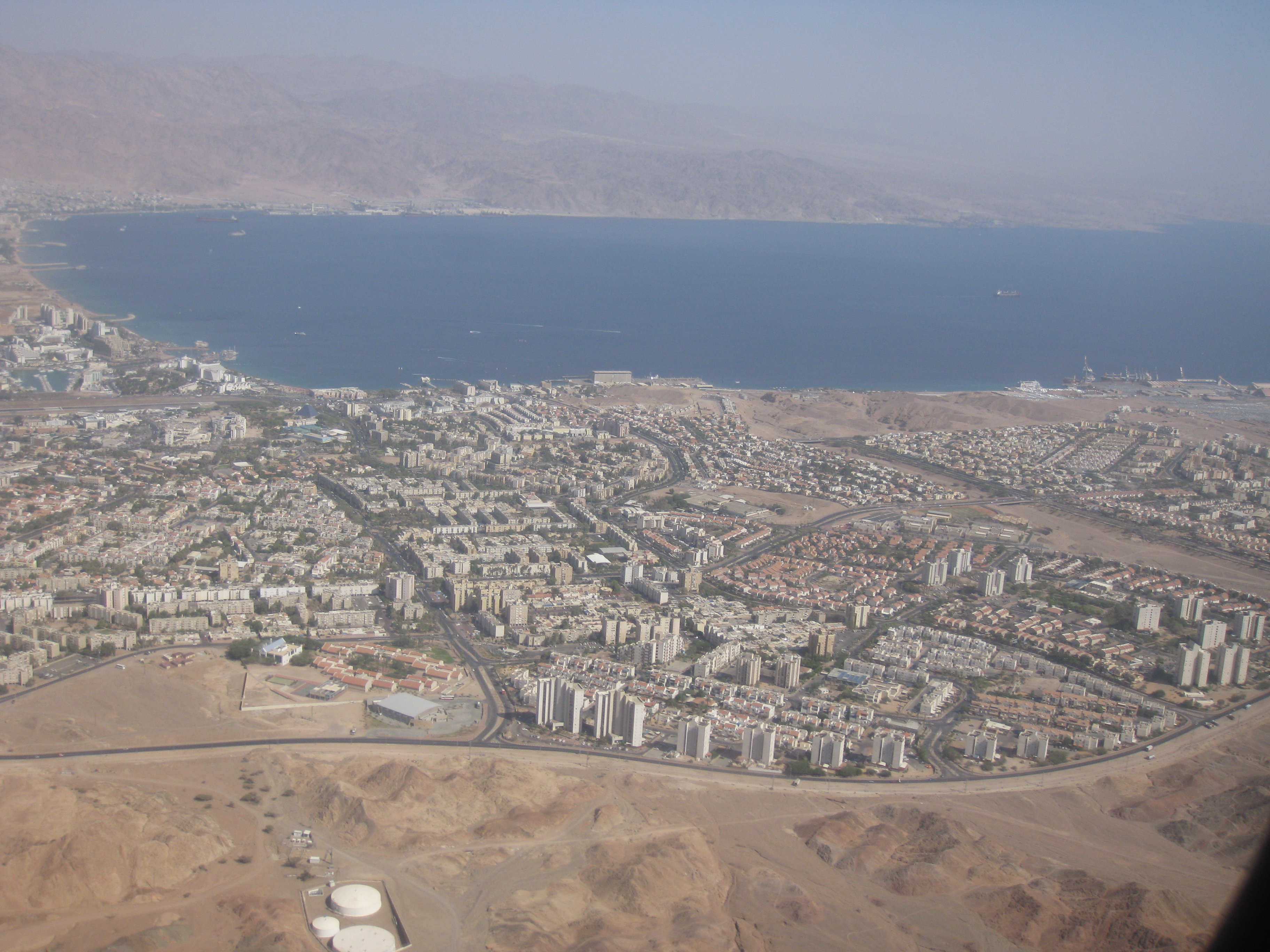
Imagen aérea de Eilat.

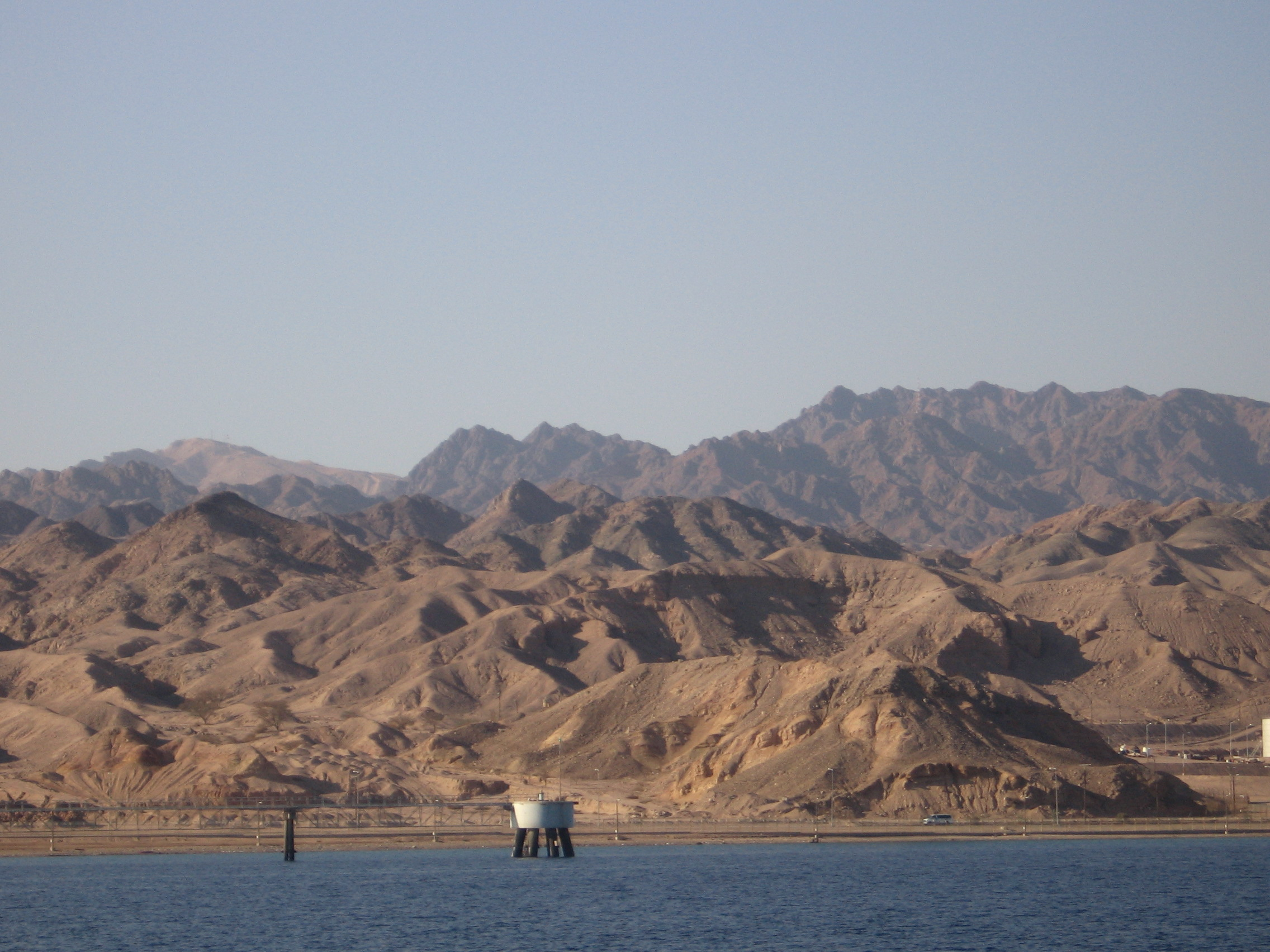
Montañas de Eilat

La geología y el paisaje son variadas: las rocas ígneas y metamórficas, piedra arenisca y piedra caliza; montañas de hasta 892 metros (2.927 pies) sobre el nivel del mar; valles amplios, como el Arava, y la orilla del mar en el golfo de Aqaba. Con una precipitación media anual de 28 milímetros (1,1 pulgadas) y las temperaturas en verano de 40 °C (104 °F) y superiores, los recursos hídricos y la vegetación son limitados.

### Clima
Eilat tiene un clima árido (según la clasificación climática de Köppen de Köppen BWh) Los inviernos suelen estar entre 11-23 °C (52-73 °F). Los veranos son generalmente entre 26-40 °C (79-104 °F). Hay pequeños arrecifes de coral cerca de Eilat; Sin embargo, hace 50 años eran mucho más grandes: los corales han estado muriendo como resultado de la contaminación del agua.
Se pueden observar temperaturas bajo cero cada pocos años, perjudicial para las plantas tropicales como los cocoteros.
| Parámetros climáticos promedio de Eilat | Parámetros climáticos promedio de Eilat | Parámetros climáticos promedio de Eilat | Parámetros climáticos promedio de Eilat | Parámetros climáticos promedio de Eilat | Parámetros climáticos promedio de Eilat | Parámetros climáticos promedio de Eilat | Parámetros climáticos promedio de Eilat | Parámetros climáticos promedio de Eilat | Parámetros climáticos promedio de Eilat | Parámetros climáticos promedio de Eilat | Parámetros climáticos promedio de Eilat | Parámetros climáticos promedio de Eilat | Parámetros climáticos promedio de Eilat |
| Mes                                     | Ene.                                    | Feb.                                    | Mar.                                    | Abr.                                    | May.                                    | Jun.                                    | Jul.                                    | Ago.                                    | Sep.                                    | Oct.                                    | Nov.                                    | Dic.                                    | Anual                                   |
| --------------------------------------- | --------------------------------------- | --------------------------------------- | --------------------------------------- | --------------------------------------- | --------------------------------------- | --------------------------------------- | --------------------------------------- | --------------------------------------- | --------------------------------------- | --------------------------------------- | --------------------------------------- | --------------------------------------- | --------------------------------------- |
| Temp. máx. abs. (°C)                    | 32.2                                    | 35.8                                    | 38.7                                    | 43.4                                    | 45.2                                    | 47.4                                    | 48.3                                    | 48.8                                    | 48.9                                    | 44.3                                    | 38.1                                    | 33.6                                    | 48.9                                    |
| Temp. máx. media (°C)                   | 21.3                                    | 23.0                                    | 26.1                                    | 31.0                                    | 35.7                                    | 38.9                                    | 40.4                                    | 40.0                                    | 37.3                                    | 33.1                                    | 27.7                                    | 23.0                                    | 31.5                                    |
| Temp. media (°C)                        | 15.8                                    | 17.4                                    | 20.5                                    | 24.7                                    | 29.1                                    | 32.0                                    | 33.8                                    | 33.7                                    | 31.3                                    | 27.4                                    | 22.0                                    | 17.1                                    | 25.4                                    |
| Temp. mín. media (°C)                   | 10.4                                    | 11.8                                    | 14.6                                    | 18.4                                    | 22.5                                    | 25.2                                    | 27.3                                    | 27.4                                    | 25.2                                    | 21.8                                    | 16.3                                    | 11.9                                    | 19.4                                    |
| Temp. mín. abs. (°C)                    | -3.9                                    | 0.9                                     | 3.0                                     | 8.4                                     | 12.1                                    | 18.5                                    | 20.0                                    | 19.4                                    | 18.6                                    | 9.2                                     | 5.3                                     | 2.5                                     | -3.9                                    |
| Lluvias (mm)                            | 4                                       | 3                                       | 3                                       | 2                                       | 1                                       | 0                                       | 0                                       | 0                                       | 0                                       | 4                                       | 2                                       | 5                                       | 24                                      |
| Días de lluvias (≥ 0.1 mm)              | 2.1                                     | 1.8                                     | 1.6                                     | 0.9                                     | 0.7                                     | 0                                       | 0                                       | 0                                       | 0                                       | 0.7                                     | 0.8                                     | 1.9                                     | 10.5                                    |
| Horas de sol                            | 229.4                                   | 237.3                                   | 251.1                                   | 273                                     | 319.3                                   | 324                                     | 347.2                                   | 347.2                                   | 291                                     | 282.1                                   | 246                                     | 217                                     | 3364.6                                  |
| Humedad relativa (%)                    | 32                                      | 28                                      | 25                                      | 19                                      | 16                                      | 15                                      | 17                                      | 18                                      | 23                                      | 27                                      | 29                                      | 33                                      | 23.5                                    |
| Fuente: Israel Meteorological Service   |                                         |                                         |                                         |                                         |                                         |                                         |                                         |                                         |                                         |                                         |                                         |                                         |                                         |

### Barrios

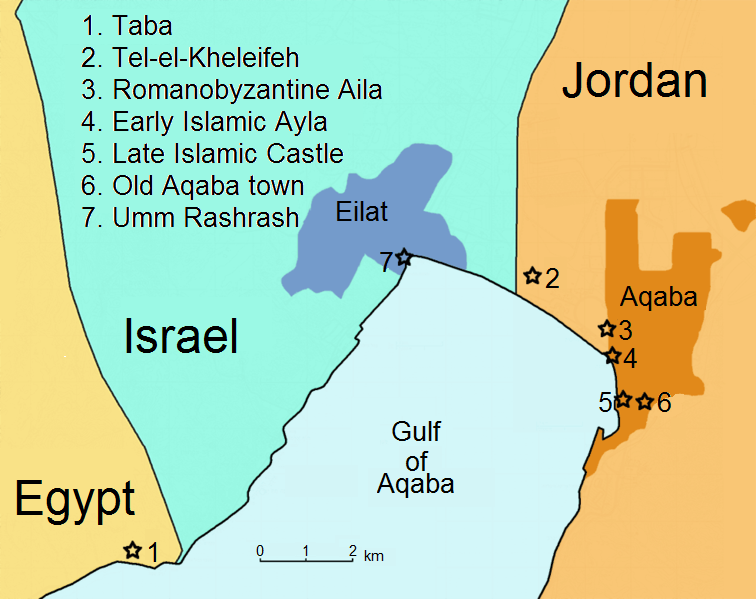
Eilat: mapa de su región vecina y lugares históricos en la zona.

Los barrios de Eilat son: Arava, Ganim A, Ganim B, Hadekel, Ha'eshel, Mizpe Yam, Maar'av Sheva también conocido como West7, Midbar, Ophir, Shahamon, Tse'elim, Urim, Ye'elim, Zofit Elite y Zofit Tachtit.

## Atracciones turísticas
Su condición de destino turístico nacional hace contar a Eilat con diversas atracciones:
- El Observatorio del Parque Marino de Eilat fue fundado en 1974 por el zoólogo y biólogo marino David Friedman y alberga más de 800 especies.

- El Dolphin Reef Eilat permite ver a los delfines en su hábitat natural.[8]

- El Aqua Sport se centra en la preservación de corales y en el buceo.[9]

- El Jardín Botánico de Eilat está localizado en una colina, se trata de un jardín con cascadas y columpios de madera, es un buen lugar para hacer una pausa y relajarse en la naturaleza.

- La Reserva Natural Coral Beach se trata de un largo arrecife de 1200 metros cerca de la costa. Algunas de las numerosas especies de peces, corales y la vida submarina que se encuentran son únicas en Mar Rojo.[10]

## Transporte

### Aéreo
- El Aeropuerto de Eilat está situado en el centro de ciudad y se utiliza en gran parte para los vuelos domésticos (IATA: ETH, ICAO: LLET).

- Los vuelos internacionales utilizan a menudo el Aeropuerto Internacional de Ovda cerca de 50 kilómetros (31 millas) al noroeste de la ciudad (IATA: VDA, ICAO: LLOV).

- El nuevo Aeropuerto Internacional Ramón gestionará los vuelos comerciales nacionales e internacionales a Eilat a partir del año 2017.

### Carreteras

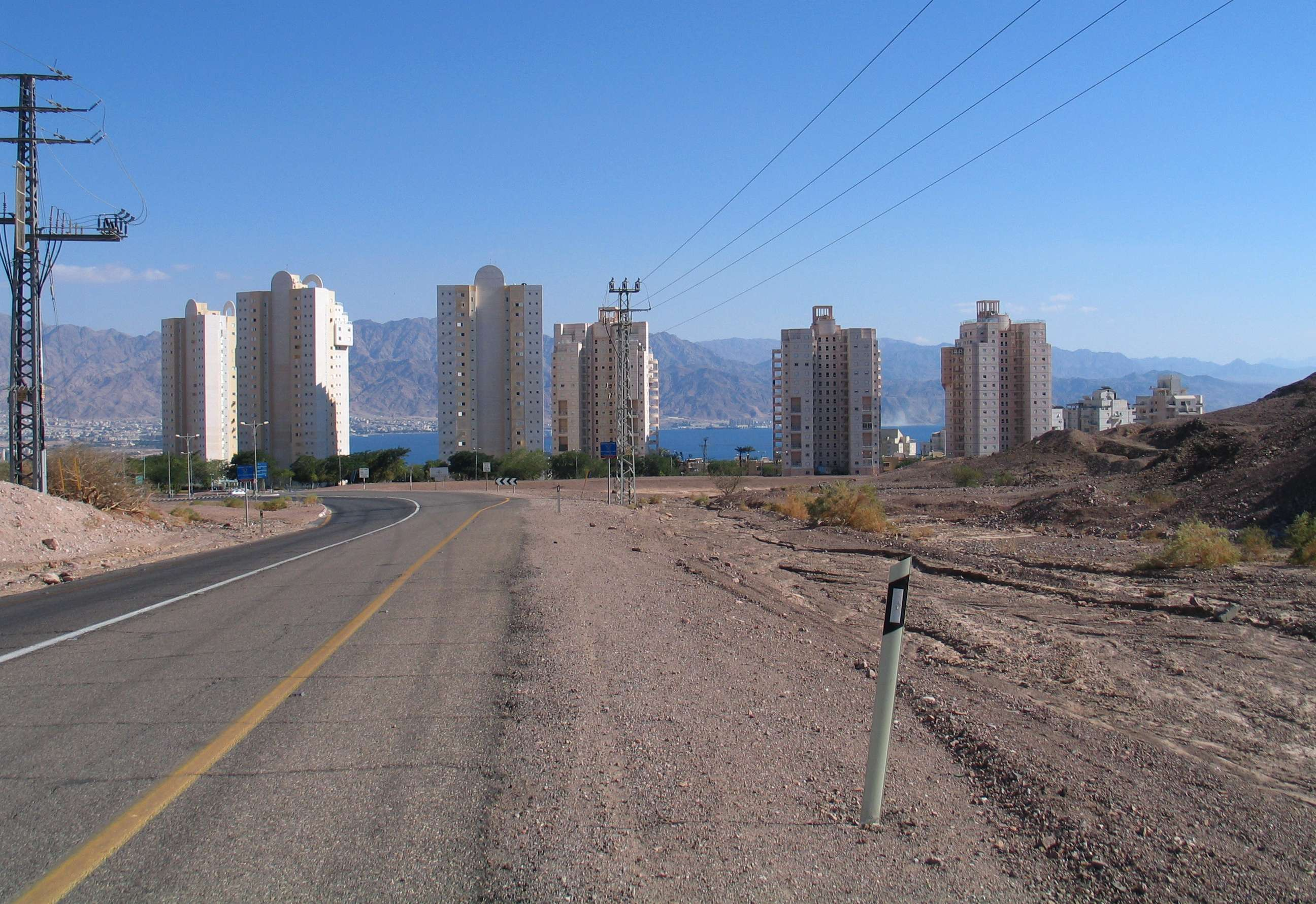
Eilat desde la Higway 12-49

Eilat tiene dos carreteras principales que la conectan con el centro de Israel la Highway 12, que conduce al noroeste, y la Ruta 90 que conduce al noreste y al suroeste al cruce fronterizo con Egipto. Egged, la compañía nacional de autobuses, proporciona un servicio regular a los puntos del norte en una base casi una hora, así como en la ciudad en una media hora durante el día.

### Cruces fronterizos con Egipto y Jordania

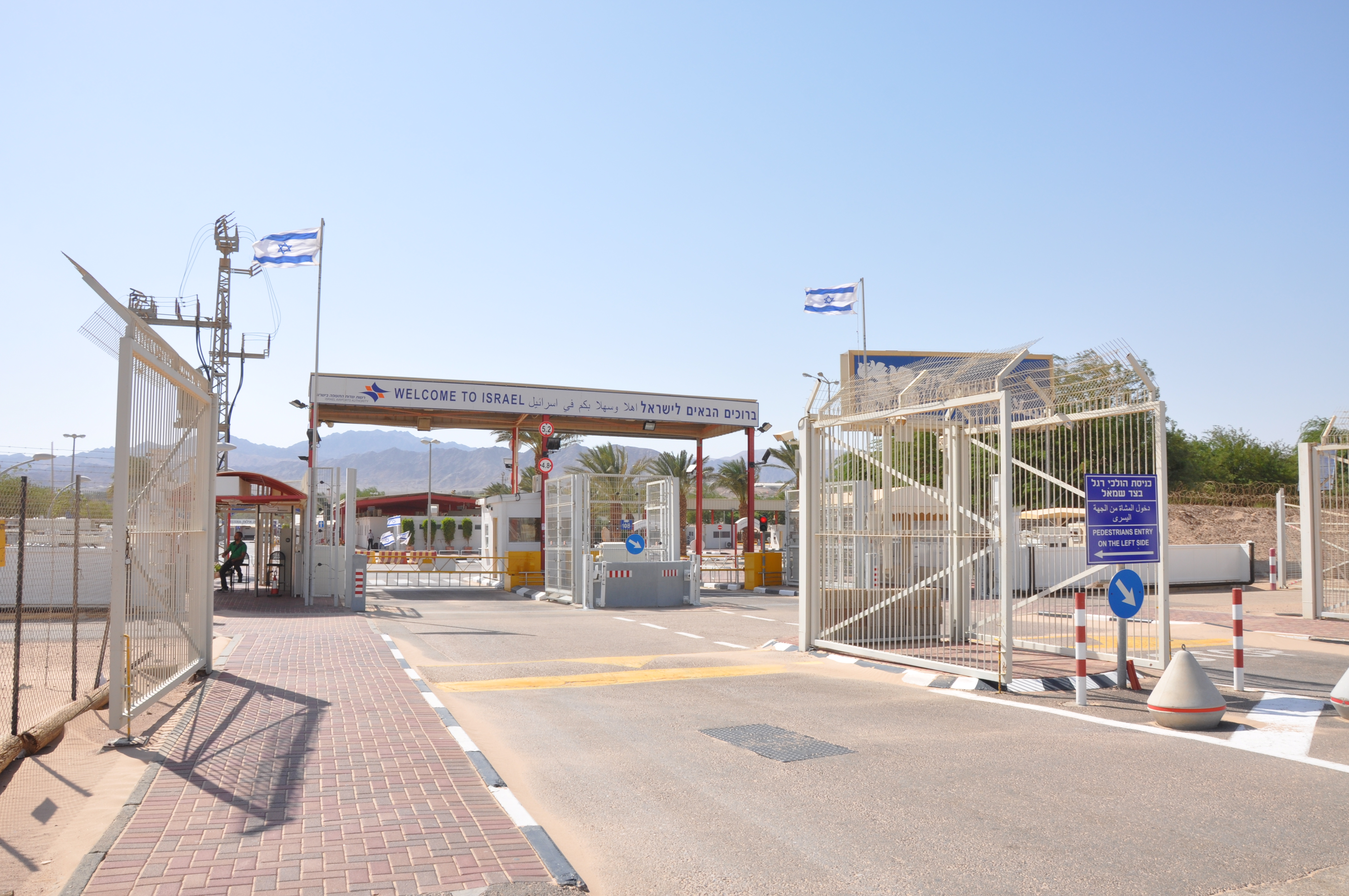
Paso Wadi Araba

- El Cruce fronterizo de Taba permite cruzar desde y hacia Taba.

- El Cruce de Wadi Araba, retitulado el cruce de la frontera de Isaac Rabin en el lado israelí, permite cruzar desde la ciudad de Áqaba.

### Puertos marítimos
El puerto de Eilat y Eilat Marina permiten el viaje por mar.
Los planes futuros también requieren un enlace ferroviario, a veces denominado Med-Red para reducir los tiempos de viaje sustancialmente de Eilat a Tel Aviv y Jerusalén, a través de la línea existente en Beerseba; La planificación está en marcha.

## Ciudades hermanas
- Antibes, Francia
- Juan-les-Pins, Francia
- Arica, Chile
- Durban, Sudáfrica
- Kamen, Alemania
- Smolyan, Bulgaria
- Ushuaia, Argentina
- Los Ángeles, Estados Unidos (1959)[11]
- Piestany, Eslovaquia (2006)[12]
- Acapulco, México (2017)[13]

## Personas destacadas
- Amit Ivry, nadador olímpico.
- Shahar Tzuberi, la medalla de bronce, ganador windsurfista olímpico israelí en los Juegos Olímpicos de Pekín.
- Ricky Ullman, actor y músico israelí-estadounidense.
- Ghil'ad Zuckermann, lingüista israelí-italiano-inglés-australiano, profesor de lingüística en la Universidad de Adelaida.